# Championnats du monde d'athlétisme en salle 1989
Navigation
- 1985
- 1987
- 1989
- 1991
- 1993
- 1995
- 1997
- 1999
- 2001
- 2003
- 2004
- 2006
- 2008
- 2010
- 2012
- 2014
- 2016
- 2018
- 2022
- 2024
- 2025

Les 2es championnats du monde d'athlétisme en salle ont eu lieu du 3 au 5 mars 1989 au Sportcsárnok de Budapest, en Hongrie. 373 athlètes issus de 62 pays ont pris part aux 24 épreuves composant le programme.

## Faits marquants
Cinq records du monde sont battus lors de cette compétition. Le Cubain Javier Sotomayor remporte la médaille d'or du saut en hauteur avec la marque de 2,43 m au terme de six heures de compétition. La Néerlandaise Elly van Hulst s'adjuge le titre mondial du 3 000 mètres en établissant un nouveau record du monde de l'épreuve en 8 min 33 s 82. Paul Ereng bat également le record du monde du 800 mètres en 1 min 44 s 84 et devient le premier athlète kényan titré lors d'un championnat du monde d'athlétisme en salle.

## Résultats

### Hommes
| Épreuves         | Or                                      | Argent                           | Bronze                             |
| 60 m             | Andrés Simón 6 s 52                     | John Myles-Mills 6 s 59          | Pierfrancesco Pavoni 6 s 61        |
| 200 m            | John Regis 20 s 54 (CR)                 | Ade Mafe 20 s 87                 | Kevin Little 21 s 12               |
| 400 m            | Antonio McKay 45 s 59 (CR)              | Ian Morris 46 s 09               | Cayetano Cornet 46 s 40            |
| 800 m            | Paul Ereng 1 min 44 s 84 (WR)           | José Luiz Barbosa 1 min 45 s 55  | Tonino Viali 1 min 46 s 95         |
| 1 500 m          | Marcus O'Sullivan 3 min 36 s 64 (CR)    | Hauke Fuhlbrügge 3 min 37 s 80   | Jeff Atkinson 3 min 38 s 12        |
| 3 000 m          | Saïd Aouita 7 min 47 s 94 (CR)          | José Luis González 7 min 48 s 66 | Dieter Baumann 7 min 50 s 47       |
| 60 m haies       | Roger Kingdom 7 s 43 (CR)               | Colin Jackson 7 s 45             | Igors Kazanovs 7 s 59              |
| Saut en hauteur  | Javier Sotomayor 2,43 m (CR)            | Dietmar Mögenburg 2,35 m         | Patrik Sjöberg 2,35 m              |
| Saut à la perche | Rodion Gataullin 5,85 m (CR)            | Grigoriy Yegorov 5,80 m          | Joe Dial 5,70 m                    |
| Saut en longueur | Larry Myricks 8,37 m (CR)               | Dietmar Haaf 8,17 m              | Mike Conley 8,11 m                 |
| Triple saut      | Mike Conley 17,65 m (CR)                | Jorge Reyna 17,41 m              | Juan Miguel López 17,28 m          |
| Lancer du poids  | Ulf Timmermann 21,75 m                  | Randy Barnes 21,28 m             | Georg Andersen 20,98 m             |
| 5 km marche      | Mikhail Shchennikov 18 min 27 s 10 (CR) | Roman Mrázek 18 min 28 s 90      | Frants Kostyukevich 18 min 34 s 07 |

### Femmes
| Épreuves         | Or                                   | Argent                           | Bronze                         |
| 60 m             | Nelli Fiere-Cooman 7 s 05 (CR)       | Gwen Torrence 7 s 07             | Merlene Ottey 7 s 10           |
| 200 m            | Merlene Ottey 22 s 34 (CR)           | Grace Jackson 22 s 95            | Natalya Kovtun 23 s 28         |
| 400 m            | Helga Arendt 51 s 52 (CR)            | Diane Dixon 51 s 77              | Jillian Richardson 52 s 02     |
| 800 m            | Christine Wachtel 1 min 59 s 24 (CR) | Tatyana Grebenchuk 1 min 59 s 53 | Ellen Kiessling 1 min 59 s 68  |
| 1 500 m          | Doina Melinte 4 min 04 s 79 (CR)     | Svetlana Kitova 4 min 05 s 71    | Yvonne Mai 4 min 06 s 09       |
| 3 000 m          | Elly van Hulst 8 min 33 s 82 (CR)    | Liz McColgan 8 min 34 s 80       | Margareta Keszeg 8 min 48 s 70 |
| 60 m haies       | Yelizaveta Chernyshova 7 s 82 =(CR)  | Lyudmila Narozhilenko 7 s 83     | Cornelia Oschkenat 7 s 86      |
| Saut en hauteur  | Stefka Kostadinova 2,02 m            | Tamara Bykova 2,02 m             | Heike Redetzky 1,94 m          |
| Saut en longueur | Galina Chistyakova 6,98 m            | Marieta Ilcu 6,86 m              | Larisa Berezhnaya 6,82 m       |
| Lancer du poids  | Claudia Losch 20,45 m                | Huang Zhihong 20,25 m            | Christa Wiese 19,75 m          |
| 3 km marche      | Kerry Saxby 12 min 01 s 65 (CR)      | Beate Anders 12 min 07 s 73      | Ileana Salvador 12 min 11 s 33 |

## Tableau des médailles
| Rang | Nation               | Or | Argent | Bronze | Total |
| ---- | -------------------- | -- | ------ | ------ | ----- |
| 1    | Union soviétique     | 4  | 5      | 4      | 13    |
| 2    | États-Unis           | 4  | 3      | 4      | 11    |
| 3    | Allemagne de l'Est   | 2  | 2      | 5      | 9     |
| 4    | Allemagne de l'Ouest | 2  | 2      | 1      | 5     |
| 5    | Cuba                 | 2  | 1      | 1      | 4     |
| 6    | Pays-Bas             | 2  | 0      | 0      | 2     |
| 7    | Royaume-Uni          | 1  | 3      | 0      | 4     |
| 8    | Jamaïque             | 1  | 1      | 1      | 3     |
| 8    | Roumanie             | 1  | 1      | 1      | 3     |
| 10   | Australie            | 1  | 0      | 0      | 1     |
| 10   | Bulgarie             | 1  | 0      | 0      | 1     |
| 10   | Irlande              | 1  | 0      | 0      | 1     |
| 10   | Kenya                | 1  | 0      | 0      | 1     |
| 10   | Maroc                | 1  | 0      | 0      | 1     |
| 15   | Espagne              | 0  | 1      | 1      | 2     |
| 16   | Brésil               | 0  | 1      | 0      | 1     |
| 16   | Chine                | 0  | 1      | 0      | 1     |
| 16   | Ghana                | 0  | 1      | 0      | 1     |
| 16   | Tchécoslovaquie      | 0  | 1      | 0      | 1     |
| 16   | Trinité-et-Tobago    | 0  | 1      | 0      | 1     |
| 21   | Italie               | 0  | 0      | 3      | 3     |
| 22   | Canada               | 0  | 0      | 1      | 1     |
| 22   | Norvège              | 0  | 0      | 1      | 1     |
| 22   | Suède                | 0  | 0      | 1      | 1     |

## Légende
- WR : Record du monde
- ER : Record d'Europe
- CR : Record des championnats